# Oscarshall
Oscarshall je královský letohrádek ležící u zátoky Frognerkilen na poloostrově Bygdøy v norském hlavním městě Oslo.

## Historie
Letohrádek byl postaven v letech 1847 až 1852. Na zakázku krále Oskara I. a královny Josefíny jej navrhl dánský architekt Johan Henrik Nebelong, který se podílel i na výzdobě interiérů v královském paláci. Král Oskar II. nechal letohrádek v roce 1881 otevřít pro veřejnost jako muzeum.
V roce 1863 král Karel XV. prodal Oscarshall norskému státu. V roce 1929 bylo rozhodnuto, že se letohrádek stane novou rezidencí korunního prince Olafa a princezny Marty, tento plán však nebyl zrealizován.
Společně s přidruženými budovami a přilehlým parkem je letohrádek příkladem novogotické architektury na území Norska a představuje významné ztělesnění národního romantismu, který byl v Norsku v době výstavby letohrádku velmi populární.

## Renovace
V letech 2005 až 2009 prošel letohrádek celkovou renovací, která zahrnovala obnovu exteriérů i interiérů dle původního stylu z roku 1859. Letohrádku byla také vrácena jeho původní bílá barva (po druhé světové válce byl z bílé přetřen na světle růžovou).

## Současnost
Dnes je Oscarshall majetkem státu a norský král jej pro své potřeby může využívat. V létě jsou pro veřejnost k dispozici prohlídky s průvodcem. Konají se zde i různé akce a koncerty. 
V roce 2013 královna Sonja otevřela na pozemku letohrádku Galerii královny Josefíny.